# Friedrich Stachat
Friedrich Stachat (* 27. Oktober 1938 in Muschaken) ist ein deutscher Holzbildhauer und Keramikkünstler.

## Leben und Werk
Die Familie Stachats kam infolge des Zweiten Weltkriegs 1945 aus ihrer Masurischen Heimat in die Sowjetische Besatzungszone. Stachat machte am Berlinischen Gymnasium zum Grauen Kloster das Abitur. Ab 1957 absolvierte er in Oranienburg-Eden bei Wilhelm Groß eine Lehre als Holzbildhauer. Daneben lernte er von 1961 bis 1962 in Berlin bei Christian Richter (1935–2014) töpfern. Seinen Lebensunterhalt sicherte er in dieser Zeit mit landwirtschaftlichen Arbeiten. Ab 1961 nahm er Zeichenunterricht bei dem christlichen Maler und Grafiker Herbert Seidel (1906–1974). 1963 arbeitete er als Töpfer in Berlin bei Eva Schulz-Endert und 1964 bei Hedwig Bollhagen in Marwitz. Von 1964 bis 1966 leistete er als „Bausoldat“ Dienst bei der NVA.
Ab 1966 arbeitete Stachat freischaffend als Töpfer und Keramiker in Müncheberg und seit 1970 in Fürstenwalde/Spree. Von 1965 bis 1967 war er Gasthörer bei Wolfgang Henze an der Kunsthochschule Berlin-Weißensee. 1967 bestand er die Meisterprüfung als Scheibentöpfer. 1969 erhielt er den Titel Anerkannter Kunsthandwerker. Neben seiner künstlerischen Arbeit war er Dozent für Bildnerisches Gestalten und Kunsttherapie am Seminar für Psychiatriediakonie der Samariteranstalten in Fürstenwalde.
Von 1990 bis 2012 war Stachat Vorsitzender des Fürstenwalder Kulturvereins e.V. Von 1992 bis 2003 war er Geschäftsführer der Kulturfabrik Fürstenwalde gGmbH und leitete er den Aufbau des soziokulturellen Zentrums Kulturfabrik, was ihm den scherzhaften Titel „Kulturfabrikant“ einbrachte. Danach arbeitete er wieder freischaffend.
Stachat ist in seinem künstlerischen Schaffen außerordentlich vielfältig. Insbesondere fertigte er keramische Gefäße, Skulpturen, baugebundene Werke, Installationen, keramische Musikinstrumente und Zeichnungen. Getragen von christlichem Ethos schuf er u. a. zum Gedenken an die Opfer der Krankenmorde in der Zeit des Nationalsozialismus 1972 ein Epitaph für die ermordeten behinderten Bewohner der Samariteranstalten. Gefördert durch Sammlungen des Bundes der evangelischen Kirchen in der DDR errichtete er von 1979 bis 1983 mit seinem Bruder, dem Architekten und Holzkünstlers Martin Stachat (* 1945), seinem Sohn, dem Diplom-Designer und Holzgestalter Tilman Stachat (* 1964), dem Metallgestalter Christian Roehl (* 1940) und der Gartenarchitektin Hannelore Uebel im Gedenken an Janusz Korczak und die 13 Millionen im Zweiten Weltkrieg umgekommenen Kinder im Warschauer Kinderkrankenhaus Pomnik – Centrum Zdrowia Dziecka (CZD) zwei therapeutische Spielhöfe. 1990/1991 konzipierte und realisierte er eine Gedenkfläche für die Opfer der Euthanasie in der Heil- und Pflegeanstalt Hepatha in Mönchengladbach. 2010 schuf er zum Gedenken an 120 ukrainische Zwangsarbeiter auf dem Friedhof Alt Madlitz ein „gestürztes und zerbrochenes Kreuz“.
Stachat war bis 1990 Mitglied des Verbands Bildender Künstler der DDR. Er gehörte in der DDR zu den bedeutendsten Keramikern. Er erhielt einige Aufträge für repräsentative Einrichtungen, so 1970 für ein keramisches Relief in der Handelsmission der DDR in Wien und 1974 für ein Relief Heiterkeit durch die Künste im Kulturhaus des VEB Chemie- und Tankanlagenbau „Ottomar Geschke“ in Fürstenwalde. Für Frankfurt (Oder) entwarf er den 1982 errichteten Oderlandbrunnen.
Stachat nahm im In- und Ausland an wichtigen Keramik-Symposien, Workshops und Wettbewerben und einer bedeutenden Zahl von Ausstellungen teil, u. a. 1977/1978, 1982/1983 und 1987/1988 an der VIII. bis X. Kunstausstellung der DDR. Auf der VIII. Kunstausstellung zeigte er Hommage à Max Ernst, eine Stele aus Klinkerton.
Studienreisen führten Stachat u. a. 1978 nach Frankreich und 1984 nach Italien, in die Schweiz, die UdSSR und nach Polen.
Stachat unterhält oder unterhielt Künstlerfreundschaften mit vielen bekannten Künstlerkollegen aus der DDR, u. a. mit Jürgen Gerhard, Dieter Goltzsche, Gerhard Goßmann, Friedrich B. Henkel, Dora und Hubert Kleemann, Roger Loewig, Willi Sitte, Erika Stürmer-Alex und Gertrud Zucker.

## Ehrungen
- 1978: Ehrennadel des Ministeriums für Volksbildung der DDR
- 1980: Verdienstmedaille der DDR
- 1986: Heinrich-von-Kleist-Kunstpreis des Rates der Bezirkes Frankfurt/Oder
- 1997: Bundesverdienstkreuz am Bande
- 2003: Ehrenbürgerschaft von Fürstenwalde

## Öffentliche Sammlungen mit Werken Stachats (unvollständig)
- Berlin: Kunstgewerbemuseum im Schloss Köpenick
- Frankfurt (Oder): Brandenburgisches Landesmuseum für moderne Kunst (vormals Museum Junge Kunst)
- Frechen: Keramion
- Leipzig: Grassi-Museum für Angewandte Kunst
- Meiningen: Schloss Elisabethenburg

## Personalausstellungen (unvollständig)
- 1975 und 1978: Fürstenwalde
- 1983: Weimar, Galerie im Cranach-Haus (mit Horst Zickelbein)
- 1984/1985: Magdeburg, Kloster Unser Lieben Frauen
- 1988: Frankfurt/Oder, Kunstforum (farbige Plastik, Keramik, Grafik)
- 1990: Berlin, Studio-Galerie („Vom Rohstoff zur Form. Friedrich Stachat – Keramik, Martin Stachat – Holz. Dialog zweier Brüder“)
- 2008 und 2018: Fürstenwalde, Kunstgalerie Altes Rathaus